# Карань (станція)
Кара́нь — вузлова вантажна залізнична станція 4-го класу Лиманської дирекції Донецької залізниці на лінії Волноваха — Маріуполь-Порт між станціями Волноваха (22 км) та Кальчик (22 км). Розташована у смт Андріївка Волноваського району Донецької області. Від станції відгалужується допоміжна гілка до станції Янісоль.

## Історія
Станція відкрита під час прокладання лінії Волноваха — Маріуполь-Порт у 1882 році.

## Пасажирське сполучення
На станції до 2014 року зупинялися електропоїзди сполученням Маріуполь — Ясинувата. З середини 2014 року приміські поїзди прямують за маршрутом Маріуполь — Волноваха — Маріуполь.
З 4 серпня 2019 року, після п'яти років простою «Укрзалізниця» відновила рух приміських поїздів до станції Південнодонбаська. Приміські електропоїзди розпочали курсувати за маршрутом Маріуполь — Південнодонбаська.